# Équipe du Costa Rica de football à la Coupe du monde 2018
Cet article relate le parcours de l’équipe du Costa Rica de football lors de la Coupe du monde de football 2018 organisée en Russie du 14 juin au 15 juillet 2018. Le 4 juillet, à l'issue de la campagne costaricienne du Mondial, la FCF remercie le sélectionneur Oscar Ramírez.

## Qualifications

### Quatrième tour - groupe B
| Rang | Équipe     | Pts | J | G | N | P | Bp | Bc | Diff |  | Résultats (▼ dom., ► ext.) |     |     |     |     |
| ---- | ---------- | --- | - | - | - | - | -- | -- | ---- |  | -------------------------- | --- | --- | --- | --- |
| 1    | Costa Rica | 16  | 6 | 5 | 1 | 0 | 11 | 3  | +8   |  | Costa Rica                 |     | 3-1 | 1-0 | 3-0 |
| 2    | Panama     | 10  | 6 | 3 | 1 | 2 | 7  | 5  | +2   |  | Panama                     | 1-2 |     | 1-0 | 2-0 |
| 3    | Haïti      | 4   | 6 | 1 | 1 | 4 | 2  | 4  | -2   |  | Haïti                      | 0-1 | 0-0 |     | 0-1 |
| 4    | Jamaïque   | 4   | 6 | 1 | 1 | 4 | 2  | 10 | -8   |  | Jamaïque                   | 1-1 | 0-2 | 0-2 |     |

### Cinquième tour - poule unique
| Rang | Équipe            | Pts | J  | G | N | P | Bp | Bc | Diff |  | Résultats (▼ dom., ► ext.) |     |     |     |     |     |     |
| ---- | ----------------- | --- | -- | - | - | - | -- | -- | ---- |  | -------------------------- | --- | --- | --- | --- | --- | --- |
| 1    | Mexique           | 21  | 10 | 6 | 3 | 1 | 16 | 7  | +9   |  | Mexique                    |     | 2-0 | 1-0 | 3-0 | 1-1 | 3-1 |
| 2    | Costa Rica        | 16  | 10 | 4 | 4 | 2 | 14 | 8  | +6   |  | Costa Rica                 | 1-1 |     | 0-0 | 1-1 | 4-0 | 2-1 |
| 3    | Panama            | 13  | 10 | 3 | 4 | 3 | 9  | 10 | -1   |  | Panama                     | 0-0 | 2-1 |     | 2-2 | 1-1 | 3-0 |
| 4    | Honduras          | 13  | 10 | 3 | 4 | 3 | 13 | 19 | -6   |  | Honduras                   | 3-2 | 1-1 | 0-1 |     | 1-1 | 3-1 |
| 5    | États-Unis        | 12  | 10 | 3 | 3 | 4 | 17 | 13 | +4   |  | États-Unis                 | 1-2 | 0-2 | 4-0 | 6-0 |     | 2-0 |
| 6    | Trinité-et-Tobago | 6   | 10 | 2 | 0 | 8 | 7  | 19 | -12  |  | Trinité-et-Tobago          | 0-1 | 0-2 | 1-0 | 1-2 | 2-1 |     |

## Préparation

### Matchs de préparation à la Coupe du monde
Détail des matchs amicaux
| Match amical               | Espagne                                            | 5 – 0   | Costa Rica | Stade de La Rosaleda, Málaga                              |                                                           |
| 11 novembre 2017 21h30 HEC | Alba 6e · Morata 23e · Silva 51e 55e · Iniesta 73e | (2 - 0) |            | Spectateurs : 29 300 Arbitrage : Anasthasios Sidiropoulos | Spectateurs : 29 300 Arbitrage : Anasthasios Sidiropoulos |

| Match amical               | Hongrie     | 1 – 0   | Costa Rica | Groupama Aréna, Budapest                         |                                                  |
| 14 novembre 2017 20h15 HEC | Nikolić 37e | (1 - 0) |            | Spectateurs : 9 860 Arbitrage : Alexander Harkam | Spectateurs : 9 860 Arbitrage : Alexander Harkam |

| Match amical           | Écosse | 0 – 1   | Costa Rica | Hampden Park, Glasgow                           |                                                 |
| 23 mars 2018 20h45 HEC |        | (0 - 1) | 14e Ureña  | Spectateurs : 20 488 Arbitrage : Tobias Stieler | Spectateurs : 20 488 Arbitrage : Tobias Stieler |

| Match amical            | Tunisie    | 1 – 0   | Costa Rica | Allianz Riviera, Nice       |                             |
| 27 mars 2018 20h00 HAEC | Khazri 36e | (1 - 0) |            | Arbitrage : Frank Schneider | Arbitrage : Frank Schneider |

| Match amical           | Costa Rica                             | 3 – 0   | Irlande du Nord | Stade national du Costa Rica, San José |                                       |
| 3 juin 2018 19h00 HAEC | Venegas 30e · Campbell 46e · Calvo 66e | (1 - 0) |                 | Arbitrage : Fernando Guerrero Ramírez  | Arbitrage : Fernando Guerrero Ramírez |

| Match amical           | Angleterre                 | 2 – 0   | Costa Rica | Elland Road, Leeds          |                             |
| 7 juin 2018 21h00 HAEC | Rashford 13e · Welbeck 76e | (1 - 0) |            | Arbitrage : Hiroyuki Kimura | Arbitrage : Hiroyuki Kimura |

| Match amical     | Belgique                                     | 4 - 1   | Costa Rica | Stade Roi Baudouin, Bruxelles |                            |
| 11 juin 2018 HEC | Mertens 31e · Lukaku 42e 50e · Batshuayi 64e | (2 - 1) | 24e Ruiz   | Arbitrage : Ovidiu Hațegan    | Arbitrage : Ovidiu Hațegan |

## Effectif
L'effectif du Costa Rica, est dévoilé le 4 juin 2018.
| Numéro / Nom       | Numéro / Nom       | Club                   | Date de naissance et âge* | J.              | Buts            |                 |                 |                 |
| Gardiens de but    | Gardiens de but    | Gardiens de but        | Gardiens de but           | Gardiens de but | Gardiens de but | Gardiens de but | Gardiens de but | Gardiens de but |
| ------------------ | ------------------ | ---------------------- | ------------------------- | --------------- | --------------- | --------------- | --------------- | --------------- |
| 01                 | Keylor Navas       | Real Madrid            | 15 décembre 1986 (31 ans) | 3               | 0               | 0               | 0               | 0               |
| 18                 | Patrick Pemberton  | Alajuelense            | 24 mai 1982 (36 ans)      | 0               | 0               | 0               | 0               | 0               |
| 23                 | Leonel Moreira     | Herediano              | 2 avril 1990 (28 ans)     | 0               | 0               | 0               | 0               | 0               |
| Défenseurs         |                    |                        |                           |                 |                 |                 |                 |                 |
| 02                 | Jhonny Acosta      | Rionegro Águilas       | 21 juillet 1983 (34 ans)  | 3               | 0               | 1               | 0               | 0               |
| 03                 | Giancarlo González | Bologne FC             | 8 février 1988 (30 ans)   | 3               | 0               | 0               | 0               | 0               |
| 04                 | Ian Smith          | IFK Norrköping         | 6 mars 1998 (20 ans)      | 1               | 0               | 0               | 0               | 0               |
| 06                 | Óscar Duarte       | Espanyol Barcelone     | 3 juin 1989 (29 ans)      | 2               | 0               | 0               | 0               | 0               |
| 08                 | Bryan Oviedo       | Sunderland             | 18 février 1990 (28 ans)  | 2               | 0               | 0               | 0               | 0               |
| 15                 | Francisco Calvo    | Minnesota United       | 8 juillet 1992 (25 ans)   | 2               | 0               | 1               | 0               | 0               |
| 16                 | Cristian Gamboa    | Celtic FC              | 24 octobre 1989 (28 ans)  | 3               | 0               | 1               | 0               | 0               |
| 19                 | Kendall Waston     | Whitecaps de Vancouver | 1er janvier 1988 (30 ans) | 1               | 1               | 1               | 0               | 0               |
| 22                 | Kenner Gutiérrez   | Alajuelense            | 9 juin 1989 (29 ans)      | 0               | 0               | 0               | 0               | 0               |
| Milieux de terrain |                    |                        |                           |                 |                 |                 |                 |                 |
| 05                 | Celso Borges       | Deportivo La Corogne   | 27 mai 1988 (30 ans)      | 3               | 0               | 0               | 0               | 0               |
| 07                 | Christian Bolaños  | Deportivo Saprissa     | 8 février 1988 (30 ans)   | 2               | 0               | 0               | 0               | 0               |
| 09                 | Daniel Colindres   | Deportivo Saprissa     | 10 janvier 1985 (33 ans)  | 2               | 0               | 0               | 0               | 0               |
| 10                 | Bryan Ruiz         | Sporting CP            | 18 août 1985 (32 ans)     | 3               | 0               | 0               | 0               | 0               |
| 13                 | Rodney Wallace     | New York City FC       | 17 juin 1988 (29 ans)     | 1               | 0               | 0               | 0               | 0               |
| 14                 | Randall Azofeifa   | Herediano              | 30 décembre 1984 (33 ans) | 1               | 0               | 0               | 0               | 0               |
| 17                 | Yeltsin Tejeda     | Lausanne-Sport         | 17 mars 1992 (26 ans)     | 1               | 0               | 0               | 0               | 0               |
| 20                 | David Guzmán       | Timbers de Portland    | 18 février 1990 (28 ans)  | 3               | 0               | 1               | 0               | 0               |
| Attaquants         |                    |                        |                           |                 |                 |                 |                 |                 |
| 11                 | Johan Venegas      | Deportivo Saprissa     | 27 janvier 1988 (30 ans)  | 2               | 0               | 0               | 0               | 0               |
| 12                 | Joel Campbell      | Betis Séville          | 26 juin 1992 (25 ans)     | 2               | 0               | 1               | 0               | 0               |
| 21                 | Marco Ureña        | Los Angeles FC         | 5 mars 1990 (28 ans)      | 2               | 0               | 0               | 0               | 0               |
| Sélectionneur      |                    |                        |                           |                 |                 |                 |                 |                 |
|                    | Oscar Ramírez      |                        | 8 décembre 1964 (53 ans)  |                 |                 |                 |                 |                 |

* NB : Les âges sont calculés au début de la Coupe du monde 2018, le 14 juin 2018.

## Coupe du monde

### Premier tour - Groupe E
|   | Équipe     | Pts | J | G | N | P | Bp | Bc | Diff |
| 1 | Brésil     | 7   | 3 | 2 | 1 | 0 | 5  | 1  | +4   |
| 2 | Suisse     | 5   | 3 | 1 | 2 | 0 | 5  | 4  | +1   |
| 3 | Serbie     | 3   | 3 | 1 | 0 | 2 | 2  | 4  | -2   |
| 4 | Costa Rica | 1   | 3 | 0 | 1 | 2 | 2  | 5  | -3   |

| 9  | 17 juin 2018 | Brésil     | 1 - 1 | Suisse     |
| 10 | 17 juin 2018 | Costa Rica | 0 - 1 | Serbie     |
| 25 | 22 juin 2018 | Brésil     | 2 - 0 | Costa Rica |
| 26 | 22 juin 2018 | Serbie     | 1 - 2 | Suisse     |
| 41 | 27 juin 2018 | Serbie     | 0 - 2 | Brésil     |
| 42 | 27 juin 2018 | Suisse     | 2 - 2 | Costa Rica |

#### Costa Rica - Serbie
| Match 10                                                 | Costa Rica | 0 - 1   | Serbie                 | Samara Arena, Samara                             |                                                  |
| 17 juin 2018 · 16:00 (UTC+4) · Historique des rencontres |            | (0 - 0) | 56e Aleksandar Kolarov | Spectateurs : 41 432 Arbitrage : Malang Diedhiou | Spectateurs : 41 432 Arbitrage : Malang Diedhiou |
| 17 juin 2018 · 16:00 (UTC+4) · Historique des rencontres | Rapport    |         |                        | Spectateurs : 41 432 Arbitrage : Malang Diedhiou | Spectateurs : 41 432 Arbitrage : Malang Diedhiou |

| Costa Rica | Serbie |

| COSTA RICA :    |    |                    |     |     |
|                 |    |                    |     |     |
| Gardien de but  | 01 | Keylor Navas       |     |     |
|                 | 16 | Cristian Gamboa    |     |     |
|                 | 02 | Jhonny Acosta      |     |     |
|                 | 03 | Giancarlo González |     |     |
|                 | 06 | Óscar Duarte       |     |     |
|                 | 15 | Francisco Calvo    | 22e |     |
|                 | 11 | Johan Venegas      |     | 60e |
|                 | 20 | David Guzmán       | 56e | 73e |
|                 | 05 | Celso Borges       |     |     |
|                 | 10 | Bryan Ruiz         |     |     |
|                 | 21 | Marco Ureña        |     | 66e |
| Remplaçants :   |    |                    |     |     |
|                 | 07 | Christian Bolaños  |     | 60e |
|                 | 12 | Joel Campbell      |     | 66e |
|                 | 09 | Daniel Colindres   |     | 73e |
| Sélectionneur : |    |                    |     |     |
| Oscar Ramírez   |    |                    |     |     |

| SERBIE :        |    |                         |       |     |
|                 |    |                         |       |     |
| Gardien de but  | 01 | Vladimir Stojković      |       |     |
|                 | 03 | Duško Tošić             |       |     |
|                 | 06 | Branislav Ivanović      | 59e   |     |
|                 | 15 | Nikola Milenković       |       |     |
|                 | 11 | Aleksandar Kolarov      |       |     |
|                 | 04 | Luka Milivojević        |       |     |
|                 | 21 | Nemanja Matić           |       |     |
|                 | 10 | Dušan Tadić             |       | 83e |
|                 | 20 | Sergej Milinković-Savić |       |     |
|                 | 22 | Adem Ljajić             |       | 70e |
|                 | 09 | Aleksandar Mitrović     |       | 90e |
| Remplaçants :   |    |                         |       |     |
|                 | 17 | Filip Kostić            |       | 70e |
|                 | 02 | Antonio Rukavina        |       | 83e |
|                 | 08 | Aleksandar Prijović     | 90+8e | 90e |
| Sélectionneur : |    |                         |       |     |
| Mladen Krstajić |    |                         |       |     |

| Assistants : Djibril Camara El Hadji Samba Quatrième arbitre : Bamlak Tessema Weyesa Cinquième arbitre : Tikhon Kalugin Arbitre vidéo : Clément Turpin Assistants arbitre vidéo : Paweł Gil Cyril Gringore Artur Soares Dias Homme du Match : Aleksandar Kolarov |

#### Brésil - Costa Rica
| Match 25                                                 | Brésil                                                                   | 2 - 0   | Costa Rica | Stade Krestovski, Saint-Pétersbourg            |                                                |
| 22 juin 2018 · 15:00 (UTC+3) · Historique des rencontres | ( Gabriel Jesus) Philippe Coutinho 90+1e · ( Douglas Costa) Neymar 90+7e | (0 - 0) |            | Spectateurs : 64 468 Arbitrage : Björn Kuipers | Spectateurs : 64 468 Arbitrage : Björn Kuipers |
| 22 juin 2018 · 15:00 (UTC+3) · Historique des rencontres | Rapport                                                                  |         |            | Spectateurs : 64 468 Arbitrage : Björn Kuipers | Spectateurs : 64 468 Arbitrage : Björn Kuipers |

| Brésil | Costa Rica |

| BRÉSIL :        |    |                   |     |       |
|                 |    |                   |     |       |
| Gardien de but  | 01 | Alisson           |     |       |
|                 | 22 | Fagner            |     |       |
|                 | 02 | Thiago Silva      |     |       |
|                 | 03 | Miranda           |     |       |
|                 | 12 | Marcelo           |     |       |
|                 | 05 | Casemiro          |     |       |
|                 | 15 | Paulinho          |     | 68e   |
|                 | 19 | Willian           |     | 46e   |
|                 | 11 | Philippe Coutinho | 81e |       |
|                 | 10 | Neymar            | 81e |       |
|                 | 09 | Gabriel Jesus     |     | 90+3e |
| Remplaçants :   |    |                   |     |       |
|                 | 07 | Douglas Costa     |     | 46e   |
|                 | 20 | Roberto Firmino   |     | 68e   |
|                 | 17 | Fernandinho       |     | 90+3e |
| Sélectionneur : |    |                   |     |       |
| Tite            |    |                   |     |       |

| COSTA RICA :    |    |                    |     |     |
|                 |    |                    |     |     |
| Gardien de but  | 01 | Keylor Navas       |     |     |
|                 | 02 | Jhonny Acosta      | 84e |     |
|                 | 03 | Giancarlo González |     |     |
|                 | 06 | Óscar Duarte       |     |     |
|                 | 16 | Cristian Gamboa    |     | 75e |
|                 | 08 | Bryan Oviedo       |     |     |
|                 | 20 | David Guzmán       |     | 83e |
|                 | 05 | Celso Borges       |     |     |
|                 | 11 | Johan Venegas      |     |     |
|                 | 10 | Bryan Ruiz         |     |     |
|                 | 21 | Marco Ureña        |     | 54e |
| Remplaçants :   |    |                    |     |     |
|                 | 07 | Christian Bolaños  |     | 54e |
|                 | 15 | Francisco Calvo    |     | 75e |
|                 | 17 | Yeltsin Tejeda     |     | 83e |
| Sélectionneur : |    |                    |     |     |
| Oscar Ramírez   |    |                    |     |     |

| Assistants : Sander van Roekel Erwin Zeinstra Quatrième arbitre : Damir Skomina Cinquième arbitre : Jure Praprotnik Arbitre vidéo : Danny Makkelie Assistants arbitre vidéo : Artur Soares Dias Joe Fletcher Mark Geiger Homme du Match : Philippe Coutinho |

#### Suisse - Costa Rica
| Match 42                                                 | Suisse                                                                 | 2 - 2   | Costa Rica                                                    | Stade de Nijni Novgorod, Nijni Novgorod         |                                                 |
| 27 juin 2018 · 21:00 (UTC+3) · Historique des rencontres | ( Breel Embolo) Blerim Džemaili 31e · ( Denis Zakaria) Josip Drmić 87e | (1 - 0) | 56e Kendall Waston (Joel Campbell ) · 90+3e (csc) Yann Sommer | Spectateurs : 43 319 Arbitrage : Clément Turpin | Spectateurs : 43 319 Arbitrage : Clément Turpin |
| 27 juin 2018 · 21:00 (UTC+3) · Historique des rencontres | Rapport                                                                |         |                                                               | Spectateurs : 43 319 Arbitrage : Clément Turpin | Spectateurs : 43 319 Arbitrage : Clément Turpin |

| Suisse | Costa Rica |

| SUISSE :          |    |                      |     |     |
|                   |    |                      |     |     |
| Gardien de but    | 01 | Yann Sommer          |     |     |
|                   | 02 | Stephan Lichtsteiner | 37e |     |
|                   | 22 | Fabian Schär         | 83e |     |
|                   | 05 | Manuel Akanji        |     |     |
|                   | 13 | Ricardo Rodríguez    |     |     |
|                   | 11 | Valon Behrami        |     | 60e |
|                   | 10 | Granit Xhaka         |     |     |
|                   | 23 | Xherdan Shaqiri      |     | 81e |
|                   | 15 | Blerim Džemaili      |     |     |
|                   | 07 | Breel Embolo         |     |     |
|                   | 18 | Mario Gavranović     |     | 69e |
| Remplaçants :     |    |                      |     |     |
|                   | 17 | Denis Zakaria        | 75e | 60e |
|                   | 19 | Josip Drmić          |     | 69e |
|                   | 06 | Michael Lang         |     | 81e |
| Sélectionneur :   |    |                      |     |     |
| Vladimir Petković |    |                      |     |     |

| COSTA RICA :    |    |                    |     |       |
|                 |    |                    |     |       |
| Gardien de but  | 01 | Keylor Navas       |     |       |
|                 | 03 | Giancarlo González |     |       |
|                 | 02 | Jhonny Acosta      |     |       |
|                 | 19 | Kendall Waston     | 89e |       |
|                 | 16 | Cristian Gamboa    | 11e | 90+3e |
|                 | 08 | Bryan Oviedo       |     |       |
|                 | 05 | Celso Borges       |     |       |
|                 | 20 | David Guzmán       |     | 90+1e |
|                 | 09 | Daniel Colindres   |     | 81e   |
|                 | 10 | Bryan Ruiz         |     |       |
|                 | 12 | Joel Campbell      | 29e |       |
| Remplaçants :   |    |                    |     |       |
|                 | 13 | Rodney Wallace     |     | 81e   |
|                 | 14 | Randall Azofeifa   |     | 90+1e |
|                 | 04 | Ian Smith          |     | 90+3e |
| Sélectionneur : |    |                    |     |       |
| Óscar Ramírez   |    |                    |     |       |

| Assistants : Nicolas Danos Cyril Gringore Quatrième arbitre : Norbert Hauata Cinquième arbitre : Bertrand Brial Arbitre vidéo : Felix Zwayer Assistants arbitre vidéo : Bastian Dankert Mark Borsch Szymon Marciniak Homme du Match : Blerim Džemaili |

## Statistiques

### Temps de jeu
| Joueur               |          |          |          | TT       | But inscrit | Passe décisive | MJ       | MT       | Légende |
| -------------------- | -------- | -------- | -------- | -------- | ----------- | -------------- | -------- | -------- | --- |
| Gardiens             | Gardiens | Gardiens | Gardiens | Gardiens | Gardiens    | Gardiens       | Gardiens | Gardiens | Abréviations et symboles : TT : Total de minutes jouées MJ : Nombre de matchs joués MT : Matchs joués en tant que titulaire : but (csc) : but contre son camp : passe décisive : joueur entré : joueur remplacé : capitaine : carton jaune : carton rouge |
| Keylor Navas         | 90       | 90       | 90       | 270      | -           | -              | 3        | 3        | Abréviations et symboles : TT : Total de minutes jouées MJ : Nombre de matchs joués MT : Matchs joués en tant que titulaire : but (csc) : but contre son camp : passe décisive : joueur entré : joueur remplacé : capitaine : carton jaune : carton rouge |
| Patrick Pemberton    | -        | -        | -        | -        | -           | -              | -        | -        | Abréviations et symboles : TT : Total de minutes jouées MJ : Nombre de matchs joués MT : Matchs joués en tant que titulaire : but (csc) : but contre son camp : passe décisive : joueur entré : joueur remplacé : capitaine : carton jaune : carton rouge |
| Leonel Moreira       | -        | -        | -        | -        | -           | -              | -        | -        | Abréviations et symboles : TT : Total de minutes jouées MJ : Nombre de matchs joués MT : Matchs joués en tant que titulaire : but (csc) : but contre son camp : passe décisive : joueur entré : joueur remplacé : capitaine : carton jaune : carton rouge |
| Défenseurs           |          |          |          |          |             |                |          |          | Abréviations et symboles : TT : Total de minutes jouées MJ : Nombre de matchs joués MT : Matchs joués en tant que titulaire : but (csc) : but contre son camp : passe décisive : joueur entré : joueur remplacé : capitaine : carton jaune : carton rouge |
| Jhonny Acosta        | 90       | 90       | 90       | 270      | -           | -              | 3        | 3        | Abréviations et symboles : TT : Total de minutes jouées MJ : Nombre de matchs joués MT : Matchs joués en tant que titulaire : but (csc) : but contre son camp : passe décisive : joueur entré : joueur remplacé : capitaine : carton jaune : carton rouge |
| Giancarlo González   | 90       | 90       | 90       | 270      | -           | -              | 3        | 3        | Abréviations et symboles : TT : Total de minutes jouées MJ : Nombre de matchs joués MT : Matchs joués en tant que titulaire : but (csc) : but contre son camp : passe décisive : joueur entré : joueur remplacé : capitaine : carton jaune : carton rouge |
| Ian Smith            | -        | -        | 0        | 0        | -           | -              | 1        | -        | Abréviations et symboles : TT : Total de minutes jouées MJ : Nombre de matchs joués MT : Matchs joués en tant que titulaire : but (csc) : but contre son camp : passe décisive : joueur entré : joueur remplacé : capitaine : carton jaune : carton rouge |
| Óscar Duarte         | 90       | 90       | -        | 180      | -           | -              | 2        | 2        | Abréviations et symboles : TT : Total de minutes jouées MJ : Nombre de matchs joués MT : Matchs joués en tant que titulaire : but (csc) : but contre son camp : passe décisive : joueur entré : joueur remplacé : capitaine : carton jaune : carton rouge |
| Bryan Oviedo         | -        | 90       | 90       | 180      | -           | -              | 2        | 2        | Abréviations et symboles : TT : Total de minutes jouées MJ : Nombre de matchs joués MT : Matchs joués en tant que titulaire : but (csc) : but contre son camp : passe décisive : joueur entré : joueur remplacé : capitaine : carton jaune : carton rouge |
| Francisco Calvo      | 90       | 15       | -        | 105      | -           | -              | 2        | 1        | Abréviations et symboles : TT : Total de minutes jouées MJ : Nombre de matchs joués MT : Matchs joués en tant que titulaire : but (csc) : but contre son camp : passe décisive : joueur entré : joueur remplacé : capitaine : carton jaune : carton rouge |
| Cristian Gamboa      | 90       | 75       | 90       | 255      | -           | -              | 3        | 3        | Abréviations et symboles : TT : Total de minutes jouées MJ : Nombre de matchs joués MT : Matchs joués en tant que titulaire : but (csc) : but contre son camp : passe décisive : joueur entré : joueur remplacé : capitaine : carton jaune : carton rouge |
| Kendall Waston       | -        | -        | 90       | 90       | 1           | -              | 1        | 1        | Abréviations et symboles : TT : Total de minutes jouées MJ : Nombre de matchs joués MT : Matchs joués en tant que titulaire : but (csc) : but contre son camp : passe décisive : joueur entré : joueur remplacé : capitaine : carton jaune : carton rouge |
| Kenner Gutiérrez     | -        | -        | -        | -        | -           | -              | -        | -        | Abréviations et symboles : TT : Total de minutes jouées MJ : Nombre de matchs joués MT : Matchs joués en tant que titulaire : but (csc) : but contre son camp : passe décisive : joueur entré : joueur remplacé : capitaine : carton jaune : carton rouge |
| Milieux              |          |          |          |          |             |                |          |          | Abréviations et symboles : TT : Total de minutes jouées MJ : Nombre de matchs joués MT : Matchs joués en tant que titulaire : but (csc) : but contre son camp : passe décisive : joueur entré : joueur remplacé : capitaine : carton jaune : carton rouge |
| Celso Borges         | 90       | 90       | 90       | 270      | -           | -              | 3        | 3        | Abréviations et symboles : TT : Total de minutes jouées MJ : Nombre de matchs joués MT : Matchs joués en tant que titulaire : but (csc) : but contre son camp : passe décisive : joueur entré : joueur remplacé : capitaine : carton jaune : carton rouge |
| Christian Bolaños    | 30       | 36       | -        | 66       | -           | -              | 2        | -        | Abréviations et symboles : TT : Total de minutes jouées MJ : Nombre de matchs joués MT : Matchs joués en tant que titulaire : but (csc) : but contre son camp : passe décisive : joueur entré : joueur remplacé : capitaine : carton jaune : carton rouge |
| Daniel Colindres     | 17       | -        | 81       | 98       | -           | -              | 2        | 1        | Abréviations et symboles : TT : Total de minutes jouées MJ : Nombre de matchs joués MT : Matchs joués en tant que titulaire : but (csc) : but contre son camp : passe décisive : joueur entré : joueur remplacé : capitaine : carton jaune : carton rouge |
| Bryan Ruiz           | 90       | 90       | 90       | 270      | -           | -              | 3        | 3        | Abréviations et symboles : TT : Total de minutes jouées MJ : Nombre de matchs joués MT : Matchs joués en tant que titulaire : but (csc) : but contre son camp : passe décisive : joueur entré : joueur remplacé : capitaine : carton jaune : carton rouge |
| Rodney Wallace       | -        | -        | 9        | 9        | -           | -              | 1        | -        | Abréviations et symboles : TT : Total de minutes jouées MJ : Nombre de matchs joués MT : Matchs joués en tant que titulaire : but (csc) : but contre son camp : passe décisive : joueur entré : joueur remplacé : capitaine : carton jaune : carton rouge |
| Randall Azofeifa     | -        | -        | 0        | 0        | -           | -              | 1        | -        | Abréviations et symboles : TT : Total de minutes jouées MJ : Nombre de matchs joués MT : Matchs joués en tant que titulaire : but (csc) : but contre son camp : passe décisive : joueur entré : joueur remplacé : capitaine : carton jaune : carton rouge |
| Yeltsin Tejeda       | -        | 7        | -        | 7        | -           | -              | 1        | -        | Abréviations et symboles : TT : Total de minutes jouées MJ : Nombre de matchs joués MT : Matchs joués en tant que titulaire : but (csc) : but contre son camp : passe décisive : joueur entré : joueur remplacé : capitaine : carton jaune : carton rouge |
| David Guzmán         | 73       | 83       | 90       | 246      | -           | -              | 3        | 3        | Abréviations et symboles : TT : Total de minutes jouées MJ : Nombre de matchs joués MT : Matchs joués en tant que titulaire : but (csc) : but contre son camp : passe décisive : joueur entré : joueur remplacé : capitaine : carton jaune : carton rouge |
| Attaquants           |          |          |          |          |             |                |          |          | Abréviations et symboles : TT : Total de minutes jouées MJ : Nombre de matchs joués MT : Matchs joués en tant que titulaire : but (csc) : but contre son camp : passe décisive : joueur entré : joueur remplacé : capitaine : carton jaune : carton rouge |
| Johan Venegas        | 60       | 90       | -        | 150      | -           | -              | 2        | 2        | Abréviations et symboles : TT : Total de minutes jouées MJ : Nombre de matchs joués MT : Matchs joués en tant que titulaire : but (csc) : but contre son camp : passe décisive : joueur entré : joueur remplacé : capitaine : carton jaune : carton rouge |
| Joel Campbell        | 24       | -        | 90       | 114      | -           | 1              | 2        | 1        | Abréviations et symboles : TT : Total de minutes jouées MJ : Nombre de matchs joués MT : Matchs joués en tant que titulaire : but (csc) : but contre son camp : passe décisive : joueur entré : joueur remplacé : capitaine : carton jaune : carton rouge |
| Marco Ureña          | 66       | 54       | -        | 120      | -           | -              | 2        | 2        | Abréviations et symboles : TT : Total de minutes jouées MJ : Nombre de matchs joués MT : Matchs joués en tant que titulaire : but (csc) : but contre son camp : passe décisive : joueur entré : joueur remplacé : capitaine : carton jaune : carton rouge |
| CSC                  |          |          |          |          |             |                |          |          | Abréviations et symboles : TT : Total de minutes jouées MJ : Nombre de matchs joués MT : Matchs joués en tant que titulaire : but (csc) : but contre son camp : passe décisive : joueur entré : joueur remplacé : capitaine : carton jaune : carton rouge |
| But contre son camp  | -        | -        | 1 (csc)  | -        | 1           | -              | -        | -        | Abréviations et symboles : TT : Total de minutes jouées MJ : Nombre de matchs joués MT : Matchs joués en tant que titulaire : but (csc) : but contre son camp : passe décisive : joueur entré : joueur remplacé : capitaine : carton jaune : carton rouge |
| TOTAL                |          |          |          |          |             |                |          |          | Abréviations et symboles : TT : Total de minutes jouées MJ : Nombre de matchs joués MT : Matchs joués en tant que titulaire : but (csc) : but contre son camp : passe décisive : joueur entré : joueur remplacé : capitaine : carton jaune : carton rouge |
| Équipe du Costa Rica | 90       | 90       | 90       | 270      | 2           | 1              | 3        | -        | Abréviations et symboles : TT : Total de minutes jouées MJ : Nombre de matchs joués MT : Matchs joués en tant que titulaire : but (csc) : but contre son camp : passe décisive : joueur entré : joueur remplacé : capitaine : carton jaune : carton rouge |

| Buts    | Joueurs        | Adversaires |
| ------- | -------------- | ----------- |
| 1       | Kendall Waston | Suisse      |
| 1 (csc) | Yann Sommer    | Suisse      |
| TOTAL   | 2 BUTS         | 2 BUTS      |

| Passes | Joueurs          | Adversaires      |
| ------ | ---------------- | ---------------- |
| 1      | Joel Campbell    | Suisse           |
| TOTAL  | 1 PASSE DÉCISIVE | 1 PASSE DÉCISIVE |